# شولر
شولر (به انگلیسی: Schuler) شرکت مهندسی آلمانی است، که در زمینه ساخت ابزار و ماشین‌آلات بُرش و برش لیزری، دستگاه‌های پرس و سامانه‌های خودکارسازی کارخانجات فعالیت می‌کند.
شرکت شولر یکی از بزرگترین تولیدکنندگان ماشین پرس در جهان است. که در سال ۱۸۳۹ تأسیس شده‌است.
دفتر مرکزی این شرکت در شهر گوپینگن، آلمان قرار دارد.